# A les Colles de Sant Medir
A les Colles de Sant Medir és una escultura de l'any 1969 de l'artista Núria Tortras ubicada a Barcelona.

## Història
És una obra realitzada en bronze sobre una columna de granit de 3,22 metres d'alt sense comptar la base, per tal d'homenatjar les nombroses colles que cada any participen en el popular desfilada pels carrers de Barcelona durant la Festa de Sant Medir. El 2 de maig de 1969 es va inaugurar l'obra en els Jardinets de Gràcia, en substitució de l'escultura l'Empordà d'Ernest Maragall i Noble, després de ser considerada "immoral" pels sectors més conservadors de l'època. No obstant això, l'escultura només va durar 6 anys en aquest emplaçament en ser traslladada el 1975 la plaça Trilla. En 1983 va ser mogut una altra vegada a l'encreuament entre els carrers Nil Fabra i Torrent de l'Olla. Durant la celebració del cinquantenari de la Federació de Colles de Sant Medir, l'any 2001, es va decidir tornar-la a la plaça Trilla, just al costat del carrer Gran de Gràcia on ha perdurat fins avui dia.
Al 1980 va ser posada una placa que recorda els 150 anys de la celebració de l'aplec de Sant Medir.
| « | A les Colles de Sant Medir en el CL aniversari 1830-1980 | » |